# Venere di Urbino

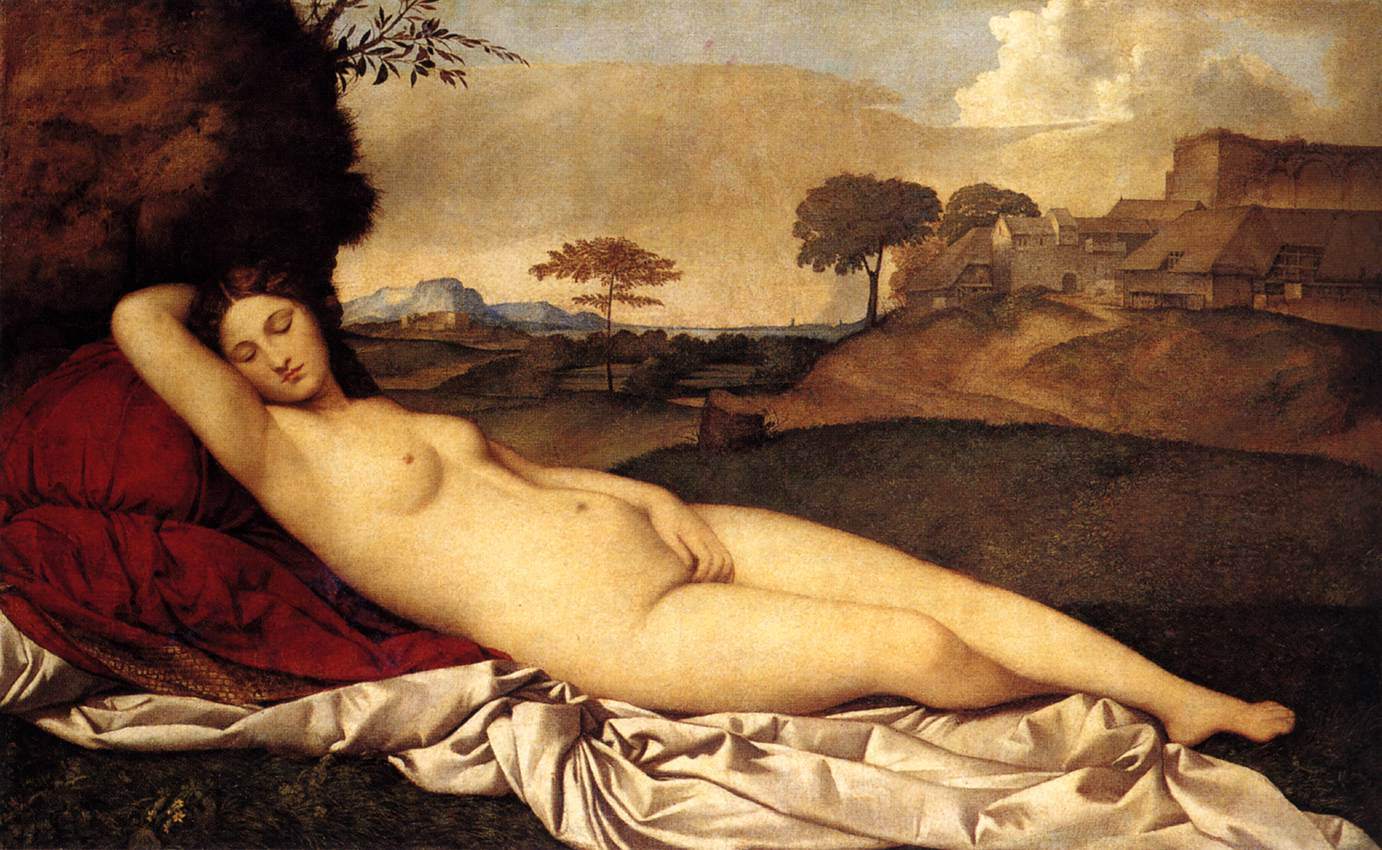
La Venere dormiente di Giorgione (1510 circa)

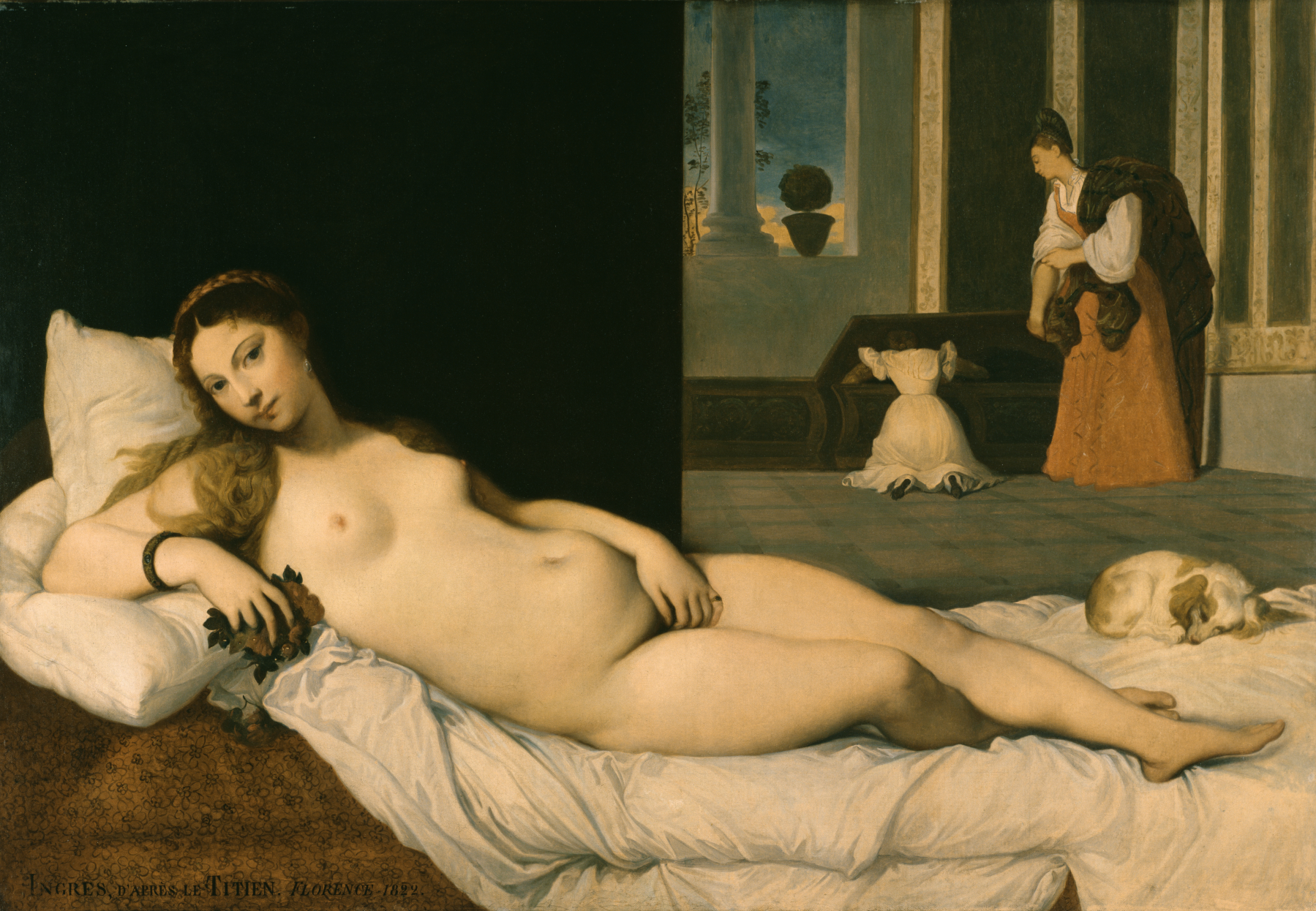
La copia di Ingres (1821)

La Venere di Urbino è un dipinto a olio su tela (119×165 cm) di Tiziano Vecellio, databile al 1538 e conservato nella Galleria degli Uffizi di Firenze.
Considerata come uno dei più grandi capolavori della storia della pittura, la Venere di Urbino incarna la perfetta rappresentazione della donna, che come Venere, diventa simbolo di amore, bellezza e fertilità. Tutto ciò è reso, da Tiziano, grazie all'uso sapiente del colore e dei suoi contrasti, così come il sottile gioco di allusioni e significati. Il dipinto, così come i nudi femminili tizianeschi, ispirò e venne ripreso da altri artisti per le loro riproduzioni di nudi femminili: tra questi si ricordano grandi capolavori come La grande odalisca di Jean-Auguste-Dominique Ingres, La maja desnuda di Francisco Goya e soprattutto l'Olympia di Manet.

## Storia
Il dipinto fu commissionato dal rampollo del Ducato di Urbino Guidobaldo II della Rovere, che nel marzo 1538 sollecitava con insistenza il suo agente a Venezia per l'acquisto di una "donna nuda" di Tiziano e al tempo stesso chiedeva più volte il denaro necessario alla madre, Eleonora Gonzaga. Quest'ultima, da parte sua, non doveva vedere di buon occhio il capriccio del figlio e non sborsò neanche un ducato, così il dipinto restò nella bottega del pittore e Guidobaldo, preoccupato che fosse venduto ad altri, assicurò che avrebbe pagato anche a costo di impegnare qualcosa di suo.
Qualche mese dopo l'opera riuscì finalmente a prendere la strada per Urbino: il dipinto era inteso come "modello" educativo per Giulia da Varano, la moglie estremamente giovane del duca sposata nel 1534 per ragioni politiche, al fine di persuaderla al connubio amoroso in maniera allegorica e culturalmente prestigiosa. La Venere conquistò una larga fama, che fruttò a Tiziano e ad altri artisti veneziani numerose richieste di repliche e varianti.
Vasari vide l'opera, ma curiosamente non ne lodò la dea protagonista, ma «certi panni sottili attorno molto belli e ben finiti». Nel monumentale commento alle Vite, Gaetano Milanesi sembrò di voler scusare quel freddo accenno descrivendo come l'opera «è creduta la più bella Venere, o donna nuda, che mai dipingesse Tiziano» e aggiungendo che forse si trattò del ritratto di una favorita di Guidobaldo, notizia priva però di altri riscontri, anzi smentita dal ricorrere della modella in almeno altre tre tele, una sola delle quali (La Bella) era effettivamente destinata alla corte di Urbino.
Nel 1631 Vittoria della Rovere, ultima discendente della dinastia, si sposò con Ferdinando II de' Medici portando a Firenze inestimabili capolavori del ducato urbinate, tra cui anche la celebre Venere. Non identificabile con certezza negli inventari della galleria del 1635 e del 1638, nel 1654-1655 era invece con sicurezza alla villa di Poggio Imperiale. Dal 1694 è conservata nella galleria.
Nei secoli il dipinto ebbe una straordinaria fortuna, venendo citata in innumerevoli guide e nei ricordi dei viaggiatori e ricevendo numerosissime richieste di copie. Ingres ad esempio la copiò nel 1821 (Baltimora, Walters Art Gallery) e Verdi ne possedeva una riproduzione nel suo studio a Villa Sant'Agata.
In Vagabondo in Italia (A Tramp Abroad) del 1880, Mark Twain definì la Venere di Urbino «il quadro più indecente, il più vile, il più osceno che il mondo possiede». Egli ipotizzava che «venne dipinta per un bagnio (bagno) e che probabilmente venne respinta», aggiungendo umoristicamente che «in verità, è una sciocchezza troppo forte per qualsiasi posto se non per una galleria d'arte pubblica».
Versione più provocante ed esplicita della Venere di Dresda di Giorgione (dove la dea è sì nuda, ma dorme e non invita quindi lo spettatore a guardarla nuda), la Venere di Urbino ebbe una duratura fama nel mondo dell'arte, sviluppando il tema della Venere distesa, che fu portato avanti per tutto il XIX secolo, fino all'Olympia di Édouard Manet, che ne citò con precisione l'ambientazione. Quest'ultimo ne aveva infatti eseguita una copia nel 1856 (nella collezione Rouard a Parigi).
Con il riallestimento delle sale degli Uffizi, nel 2013 la Venere è stata spostata temporaneamente in una sala in fondo al corridoio di Ponente e in seguito prestata, in via del tutto eccezionale, alla mostra Manet, ritorno a Venezia, tenutasi a Palazzo Ducale a Venezia, appunto. Al suo rientro è stata collocata in una nuova, grande sala dedicata esclusivamente a Tiziano al primo piano del museo, lungo l'"infilata" del corridoio di Ponente.

## Descrizione e stile

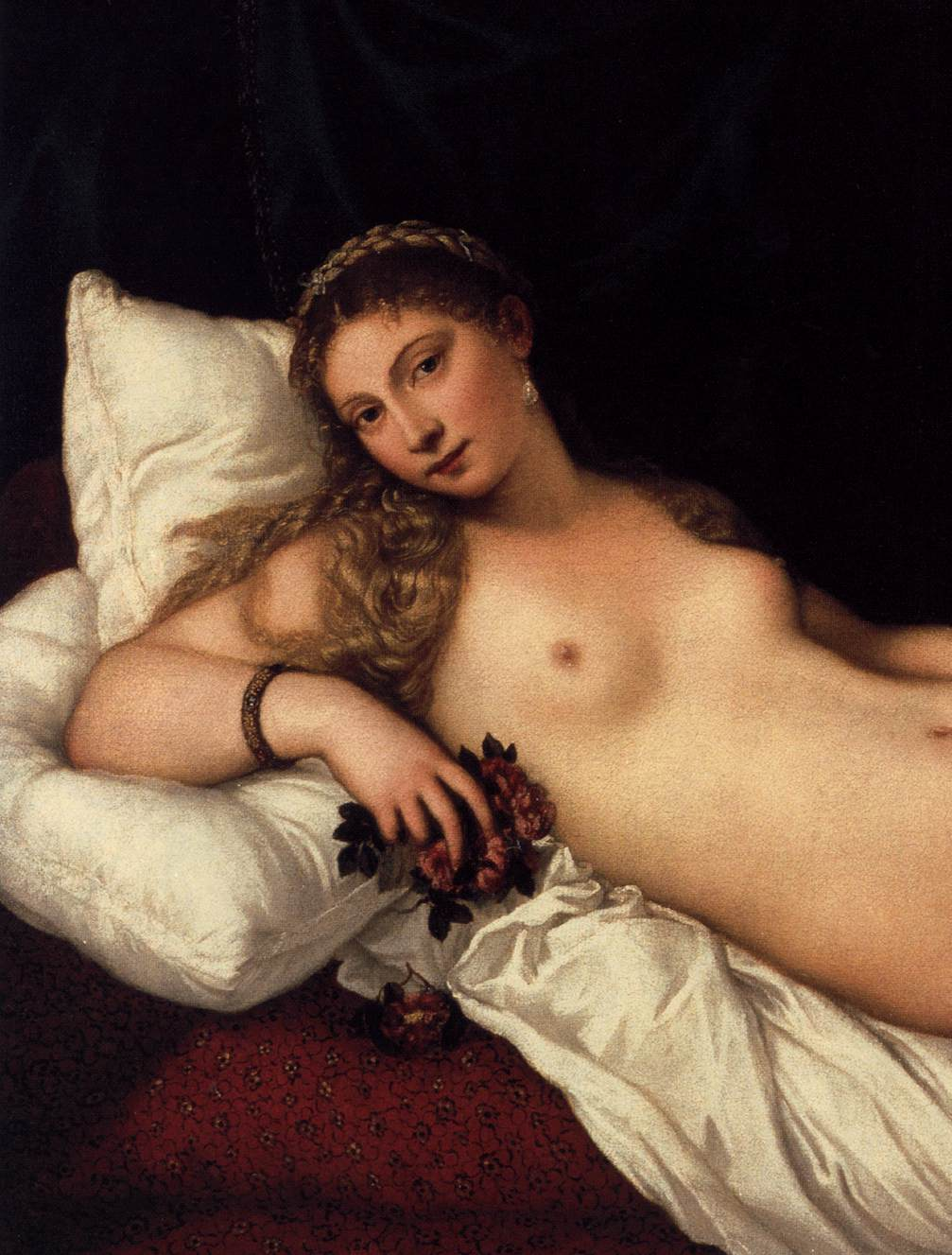
Dettaglio

Tiziano rappresentò la sua Venere mettendo in secondo piano i riferimenti mitologici, trasponendola anzi in un ambiente domestico moderno. La sensuale dea, completamente nuda, è infatti distesa su un letto coperto da un lenzuolo bianco (che lascia intravedere il doppio materasso con un motivo tessuto a fiori), appoggiando il busto e un braccio su due cuscini, mentre guarda lo spettatore e con la mano sinistra si copre il pube (tema della Venere pudica), mentre con la destra lascia cadere lentamente alcune rose rosse, fiore sacro alla dea. Ciò indica il passare del tempo: infatti, proprio il fatto che sia una bella dea come la Venere a tenere in mano un simbolo con tale significato vuol dire che la bellezza svanisce con l'avanzare della vecchiaia e che quindi bisogna basare la propria esistenza su altre qualità più durature, quali, appunto, la fedeltà.
Ai suoi piedi sta rannicchiato un cagnolino, dipinto con amorevole realismo (lo stesso del Ritratto di Eleonora Gonzaga della Rovere), che simboleggia la fedeltà, facendo da esempio alla sposa del granduca: il messaggio è quello di essere sensuali, ma solo per il proprio sposo. La dea ha infatti un anello al dito mignolo e indossa, oltre a un bel bracciale d'oro con pietre preziose, una perla a forma di goccia come orecchino, simbolo di purezza. I capelli biondi sono acconciati con una treccia che gira attorno alla nuca, e sciolti sulle spalle, in bei ricci dorati che hanno la morbidezza tipica delle migliori opere dell'artista. La fisionomia della donna ricorda quella di altre figure femminili di Tiziano (ad esempio la Bella, il Ritratto di fanciulla in pelliccia e il Ritratto di fanciulla con cappello piumato) e forse era un'amante dell'artista che faceva da modella.
A differenza della Venere dormiente di Giorgione, la dea di Tiziano fissa in modo deciso l'osservatore, noncurante della sua nudità, con una posa ambigua, a metà strada tra il pudore e l'invito. La forte cesura della parete scura alle spalle della dea, che si interrompe a metà del dipinto, crea una decisa linea di forza che indirizza lo sguardo dello spettatore proprio verso l'inguine, per risalire poi lungo il ventre e il petto, fino allo sguardo.

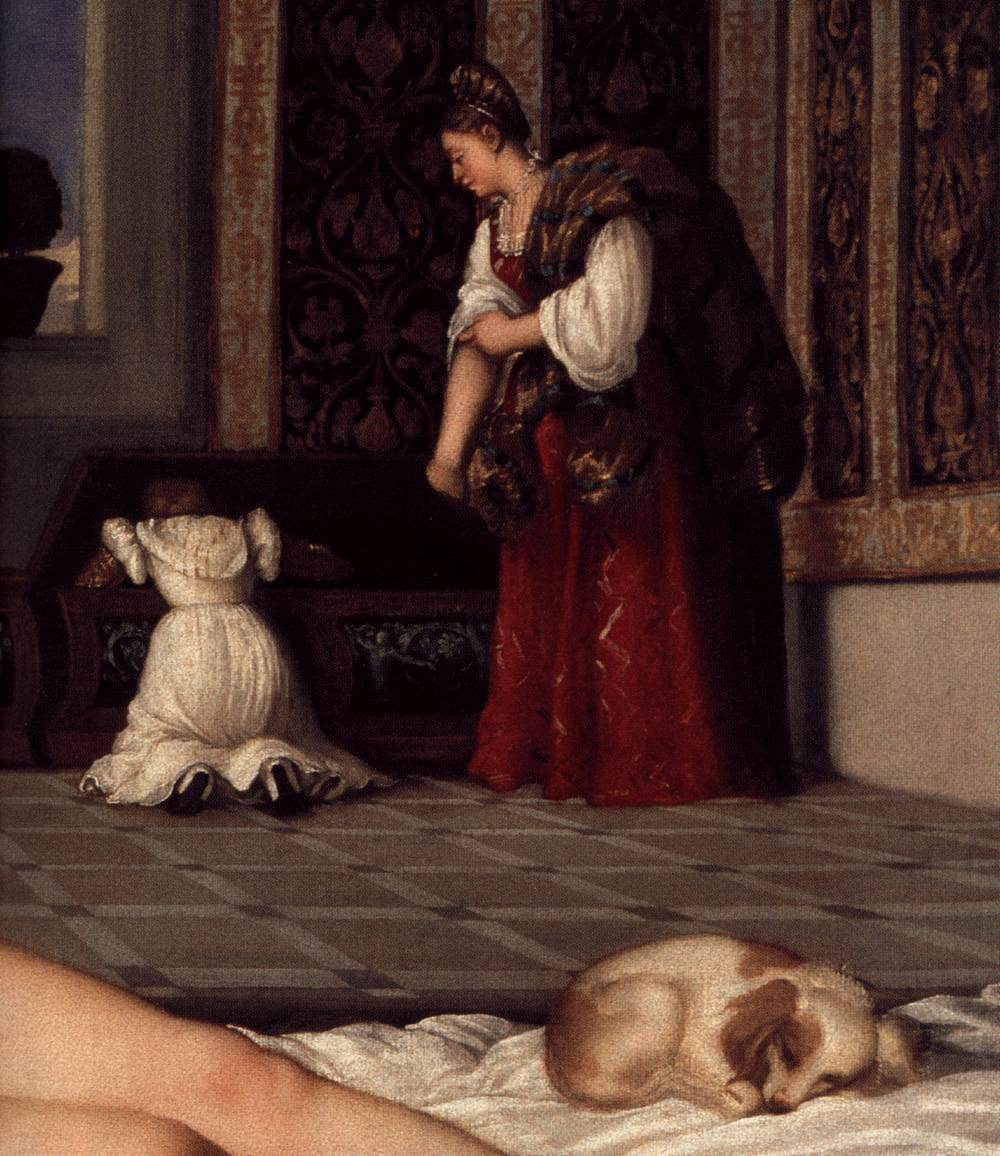
Dettaglio

I toni scuri o freddi dello sfondo fanno inoltre risaltare il calore delle luminose carni femminili, grazie anche alla presenza della macchia colore rosso nei materassi scoperti ad arte. In secondo piano vengono rappresentate due ancelle che cercano i vestiti della dea nel vestiario.

### L'ambientazione
La pesante tenda verde che separa l'alcova dal resto della stanza è scostata e mostra un interno rinascimentale, con una stanza dal pavimento a riquadri, in cui due ancelle stanno frugando in un cassone i vestiti da far indossare alla dea. Una è infatti inginocchiata a rovistare e l'altra, con un vestito rosso e un'elegante acconciatura, tiene già un ricco vestito sulla spalla.
Candelabre dorate decorano le pareti, mentre le cassapanche hanno girali all'antica con elementi antropomorfi, segno di un arredamento aggiornatissimo alle tendenze più recenti. La luce, oltre che da davanti, entra dalla finestra sullo sfondo, dotata di colonna al centro e dalla quale si vede, oltre al vaso di mirto, un cielo rischiarato dalla luce dorata e un albero, che allude all'esistenza di un giardino. Inoltre l'illuminazione nella stanza proviene da sinistra e getta una netta ombra della serva in piedi sulla parete dietro di essa.

## Omaggi

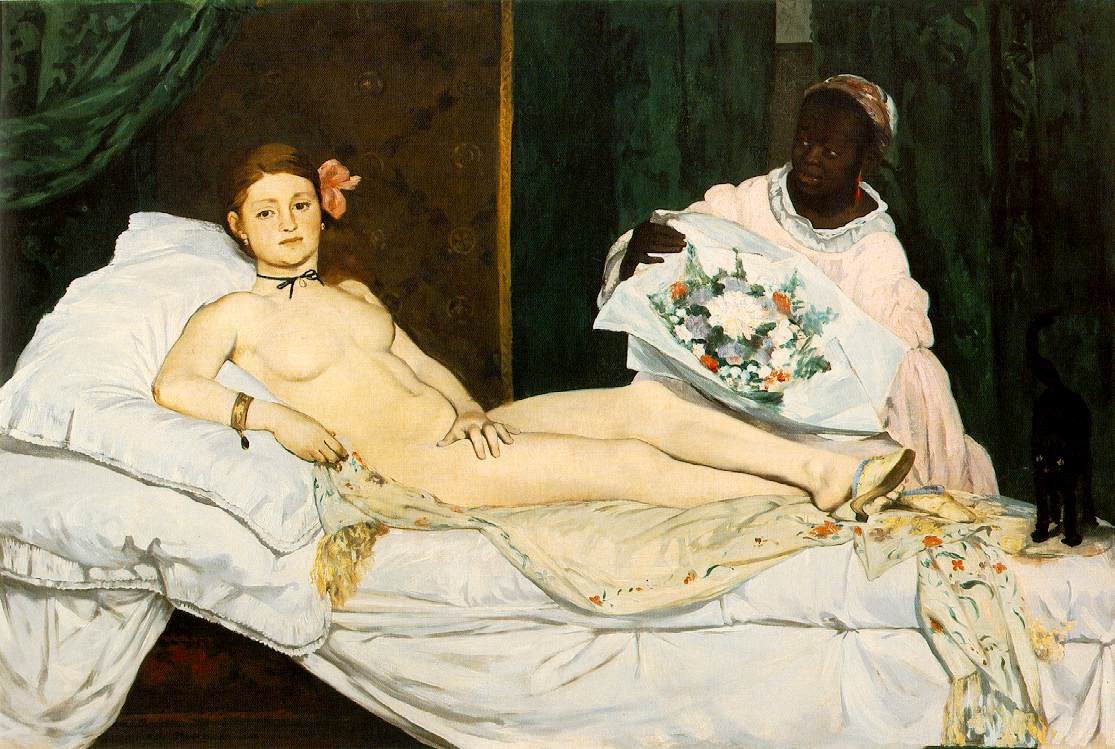
Olympia di Manet (1863)

Quest'opera d'arte fu d'ispirazione per il personaggio di Fiammetta Bianchini nel libro La Cortigiana (In the Company of the Courtesan) del 2006 di Sarah Dunant. È citata anche nel racconto Naked Nude di Bernard Malamud, in cui il personaggio principale viene ricattato a eseguire un falso del dipinto.